# Zélogo
Zélogo est une commune rurale située dans le département de Zecco de la province du Nahouri dans la région du Centre-Sud au Burkina Faso.

## Santé et éducation
Le centre de soins le plus proche de Zélogo est le centre de santé et de promotion sociale (CSPS) de Zecco tandis que le centre médical (CMA) le plus proche se trouve à Pô.